# Peter-Dietmar Leber
Peter-Dietmar Leber (* 1959 in Sânnicolau Mare (deutsch Großsanktnikolaus), Volksrepublik Rumänien) ist seit 2011 deutscher Bundesvorstand der Landsmannschaft der Banater Schwaben.

## Leben
Leber legte 1978 in seinem Heimatort das Abitur ab und diente danach 18 Monate in der Armata Română. 1980 übersiedelte er nach Westdeutschland. Nach einem einjährigen Sonderlehrgang zur Anerkennung der deutschen Hochschulreife am Zeppelin-Gymnasium Stuttgart studierte Leber Neuere Geschichte, Politik, Soziologie und Volkswirtschaft in Tübingen und München. Zum Ende seines Studiums arbeitete er als Schreibkraft in der Redaktion der Banater Post.
1989 wurde Leber in den Vorstand der Deutschen Banater Jugend gewählt und war seit diesem Jahr auch als Referent des Bundesvorstandes des Landsmannschaft der Banater Schwaben tätig. Von 1991 bis 2009 war er Erster Vorsitzender der Heimatortsgemeinschaft Großsanktnikolaus. Seit 2011 ist Leber ehrenamtlicher Bundesvorstand und hauptamtlicher Bundesgeschäftsführer der Landsmannschaft. Er hielt zudem Positionen im Bund der Vertriebenen und im Kulturverband der Banater Deutschen.
2018 erhielt er in Ulm den rumänischen Nationalen Orden für treue Dienste im Rang eines Kommandeurs, im Juli 2023 den Bayerischen Verdienstorden.

## Werke (Auswahl)
- mit Heinz Günther Hüsch und Hannelore Baier: Wege in die Freiheit. Deutsch-rumänische Dokumente zur Familienzusammenführung und Aussiedlung 1968–1989. Hüsch & Hüsch, 2016, ISBN 978-3-934794-44-3.
- mit Elke Hoffmann und Walter Wolf: Städte und Dörfer: Beiträge zur Siedlungsgeschichte der Deutschen im Banat, Das Banat und die Banater Schwaben. Band 5, Herausgeber Landsmannschaft der Banater Schwaben, München 2011, ISBN 978-3-922979-63-0.
- mit Franz Wolz (Hrsg.): Heimatbuch Großsanktnikolaus im Banat. Beiträge zur Geschichte der Deutschen im Ort. Heimatortsgemeinschaft Großsanktnikolaus, Rohrbach/Ilm 2005, ISBN 3-922979-03-3.
- mit Walther Konschitzky und Walter Wolf: Deportiert in den Bărăgan, 1951–1956. Banater Schwaben gedenken der Verschleppung vor fünfzig Jahren. Haus des Deutschen Ostens, München 2001, ISBN 3-927977-19-5.